# Курячий Брід
Курячий Брід — річка в Україні, у Тальнівському районі Черкаської області, притока Гірського Тікичу (басейн Південного Бугу).
Колишня назва — Шаулиха (перша згадка датується 1654 роком (?), у 1864 році згадана під назвоюю Романівка (?). Нинішня назва, вочевидь, від малої глибини водойми.

## Опис
Довжина річки — 14 км, ширина — біля 1 м, глибина — до 0,5 м.
Вода з річки використовується для сільсько-господарських потреб. Як водний об'єкт, Курячий Брід занепадає. 

## Джерело
- Черкащина. Універсальна енциклопедія / В. О. Жадько. — Київ, 2010. — 1104 с. : іл. — С. 501

| Річка | Це незавершена стаття про річку. Ви можете допомогти проєкту, виправивши або дописавши її. |